# Laguna El Pino
Laguna El Pino är en sjö i Guatemala.   Den ligger i departementet Departamento de Santa Rosa, i den södra delen av landet, 30 km söder om huvudstaden Guatemala City. Laguna El Pino ligger 1 045 meter över havet. Arean är 0,73 kvadratkilometer. I omgivningarna runt Laguna El Pino växer huvudsakligen savannskog.